# 세뉴
세뉴 (Ceignes)는 프랑스 오베르뉴론알프 앵주의 코뮌이다. 베르티앙 산과 평원이 마주하는 자리에 위치해 있다. 부르캉브레스에서는 40km, 낭튀아에서는 16km 떨어진 지점에 위치해 있다.

## 지리
세뉴는 앵 주의 중앙부인 오트뷔제 지역에 자리해 있으며 쥐라 산맥이 뻗어 있다. 면적은 1001헥타르이며, 베르티앙 산에 인접한 탓에 구릉져 있는 지형이다. 페리아, 마이야, 라발므, 생탈방, 샬라몽타뉴, 레사르 등의 코뮌과 경계를 이루고 있다. 코뮌 내부에는 세뉴 마을과 에타블, 물랭샤보 동네 등의 촌락이 있다.
세뉴의 기후는 대륙성 기후로 겨울엔 춥고 여름엔 덥다. 강수량은 여름에 집중된다.

## 교통

### 도로
세뉴는 1986년에 지어진 A40 고속도로의 4km 구간이 경유하나, 코뮌 내에는 나들목이 없어 5km 떨어진 생마르탱뒤프렌 나들목에서 접근해야 한다. 코뮌 내에는 총 두 개의 휴게소가 있는데, 하나는 세뉴-세르동으로 마콩-제노바 방면에 위치하여 주유소와 대규모 주차장이 있다. 다른 하나는 세뉴 오트뷔제로 이곳에도 주유소가 있다.
D1084 도로가 세뉴 코뮌의 물랭샤보 마을을 지나가며 이곳에서 북쪽으로는 낭튀아나 오요나로, 남쪽으로는 퐁생이나 앙베리외앙뷔제로 향할 수 있다. 또 세르동과 마타펠롱그랑주를 잇는 11번 국도도 이곳을 지나간다. 이밖에 11g 도로를 타고 레사르로 갈 수 있다.

##### 철도
세뉴에는 1950년대까지만 해도 전차 노선이 있었다. 84번 국도 (현 D1084 도로)를 따라 낭튀아와 앙베리외앙뷔제를 잇는 노선으로 물랭샤보 마을에 역이 있었다. 도로교통이 활발해진 이후 운행이 중단되었으나 한때 마을 사람들이 자주 이용하던 교통 수단이었다.

## 역사

### 이름
세뉴와 세뉴 마을은 옛날부터 그 이름인 것은 아니었다. 1369년까지 세뉴는 '시브니스' (Cyennis), 1394년까지는 세니 (Cegnies), 그 이후로는 시뉴 (Ciegne), 세뉴 (Ceigne)로 불렸다.
에타블도 마찬가지로 1223년까지는 '스타불리스' (Stabulis), 그 다음 1250년까지는 '에스트라블로스' (Estrablos)이라는 이름이었다. 이후 에스트라블이라 불리다가 1670년에 '에스타블' (Estable)이 되었으며 18세기에 지금의 '에타블' (Étable)이 되었다.
세뉴의 둘째가는 마을인 물랭샤보의 옛 이름은 레바라크 (les Barraques)였다.

### 내력

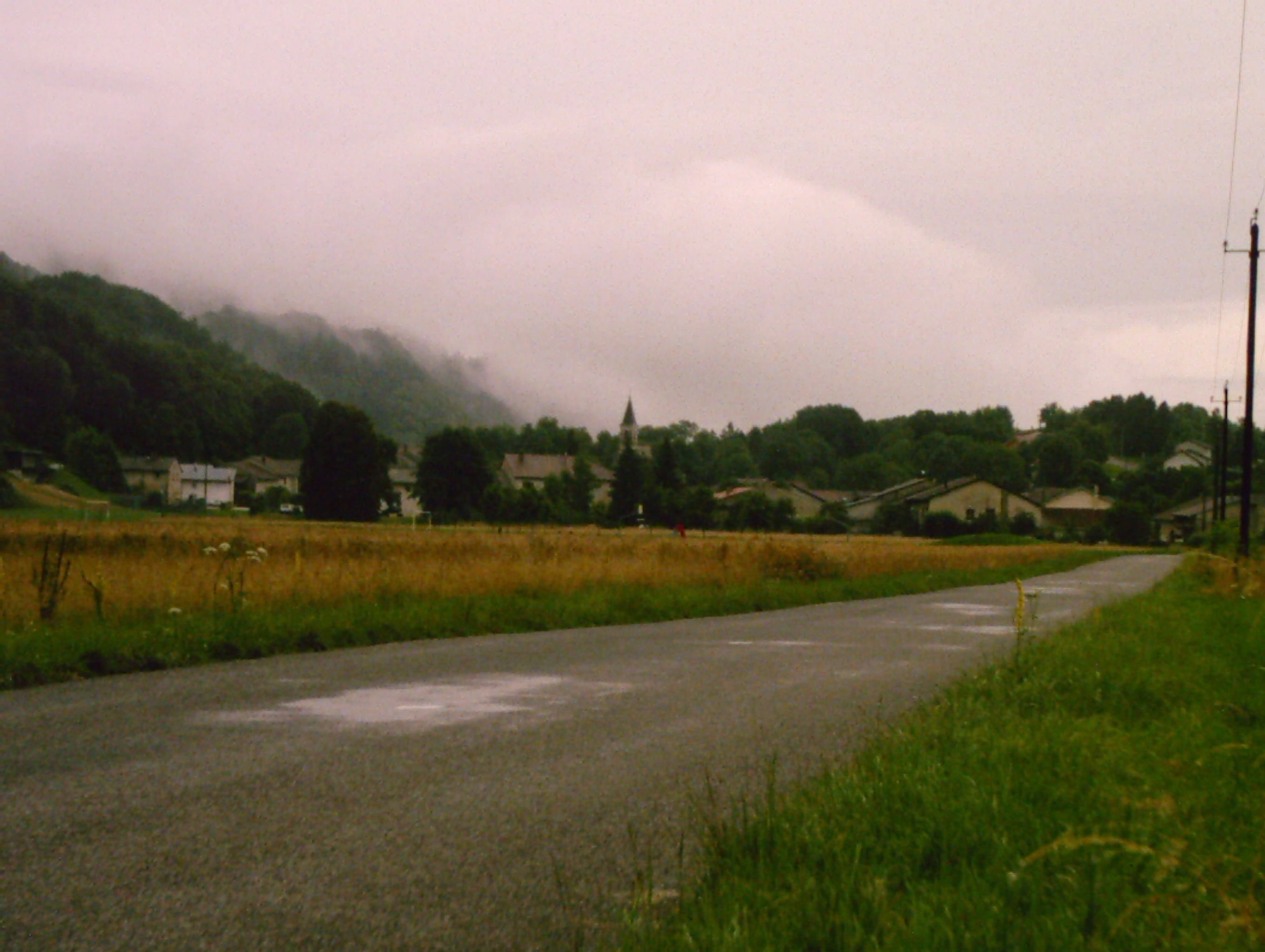
세뉴

오늘날 에타블 마을의 위치는 리옹에서 출발하는 고대 로마의 도로가 경유했던 지점으로 추정된다.
중세에는 콜리니 영주에, 그 다음에는 투아르 영주에 귀속되었다. 에타블 마을은 1402년 사보이아 백국의 지배를 받았으나, 1601년 리옹 조약으로 앵 지역이 사보이아 공국에서 프랑스로 넘어가면서 같이 병합되었다. 한때 마을에서 가장 높은 지대에 성이 있었던 것으로 추정되나 오늘날은 성벽 흔적만 남아있는 상태이다. 17세기에 초에는 화재가 일어나 마을 전체가 화마에 휩싸이기도 했다.
1790년부터는 세뉴의 인구가 에타블의 인구를 일찍이 추월하기 시작했다. 1809년에는 교구가 세뉴로 이전하였으며 1879년에는 코뮌청이 에타블에서 세뉴로 이전했다. 1926년 선거구 개편 당시에는 에타블의 시의회 의석수가 3석이나 감소하기도 했다.

## 인구
| 연도 | 인구 | ±%    |
| ---- | ---- | ----- |
| 2004 | 273  | —     |
| 2006 | 282  | +3.3% |
| 2007 | 277  | −1.8% |
| 2008 | 271  | −2.2% |
| 2009 | 265  | −2.2% |
| 2010 | 261  | −1.5% |
| 2011 | 261  | +0.0% |
| 2012 | 261  | +0.0% |
| 2013 | 262  | +0.4% |
| 2014 | 263  | +0.4% |
| 2015 | 256  | −2.7% |
| 2016 | 253  | −1.2% |

## 같이 보기
- 앵 주의 코뮌 목록